# Медицинский отряд
Медицинский отряд — подвижное медицинское учреждение, задачами которого являются приём раненых и больных, их сортировка, оказание медицинской помощи, временная госпитализация нетранспортабельных пациентов, лечение легкораненых и больных с небольшим сроком выздоровления (5 — 10 суток) с подготовкой остальных более тяжёлых пациентов к эвакуации.
Медицинский отряд разворачивается на пути эвакуации либо у очагов заражения.

## Медицинские отряды в хронологическом порядке
В истории России существовали и существуют отряды, имеющие медицинское предназначение, некоторые из них:
- летучий перевязочный отряд (летучий отряд, санитарный отряд летучий) — исторические нештатные медицинские формирования в действующей армии (во время Русско-японской и Первой мировой войн) для оказания медицинской помощи личному составу. В основном состояли из врачей, сестёр милосердия и санитаров. Формировались в частном порядке и Обществом Красного Креста, оказывали первую врачебную помощь[2][3][4].
- перевязочный отряд — штатные медицинские учреждения дивизий Русской императорской армии во время Первой мировой войны[5]. Развёртывали главные перевязочные пункты дивизий.
- санитарный отряд порта — нештатное подразделение морского порта в начале XX века для оказания медицинской помощи и эвакуации раненных военнослужащим, проведения санитарно-гигиенических и противоэпидемических мероприятий[6].
- перевязочный отряд — медицинские подразделения дивизий Красной армии до 1935 г., в военное время развёртывавшие главные пункты медицинской помощи[7].
  - перевязочный отряд полковой — медицинское подразделение полков Красной армии в 1918—1925 гг[8]. Развёртывал передовой перевязочный пункт. В дальнейшем заменён ППМ (пункт медицинской помощи полковой), просуществовавшими до 1941 г.:
    - летучий перевязочный отряд (перевязочная летучка передовая) — подразделение полкового перевязочного отряда для оказания неотложной помощи непосредственно на поле боя[9].
- эвакуационный отряд — развёртываемая в военное время часть медицинской службы дивизии Красной армии для эвакуации раненных и больных по принципу «на себя». Существовали в 1923—1935 гг[10][11]. Также созданные в начале XXI века формирования МЧС России (в системе ГО ЧС) для эвакуации раненных и больных, техники и материальных средств из районов ЧС и применения ОМП[12][11].
- медико-санитарный отряд флота (медицинский отряд флота) — отдельная часть флотов СССР в годы ВОВ, предназначенная для усиления медицинских учреждений и соединений флота[13].
- медицинский отряд летучий (летучий отряд) — медицинская группа, выделяемая для оказания помощи на боевых постах корабля в годы ВОВ[14].
- СПО (ОСПО) — санитарно-противоэпидемический отряд (отдельный санитарно-противоэпидемический отряд), историческое медицинское воинское формирование ВС СССР фронтового или армейского подчинения для санитарно-гигиенического и противоэпидемического обеспечения войск[15][16].
- ВСПЭО — военно-санитарный противоэпидемический отряд, историческое военное санитарно-эпидемиологическое учреждение существовавшее в годы ВОВ с целью проведения противоэпидемических мероприятий среди гражданского населения и профилактики особо опасных инфекций в прифронтовой зоне[17] с целью недопущения эпидемии в войска от населения и предотвращения заноса эпидемии в тыл страны (санитарная охрана территории).
- ОМО — отдельный медицинский отряд, медицинское учреждение медицинской службы ВС СССР армейского и фронтового подчинения, один из этапов медицинской эвакуации разворачиваемый на путях эвакуации раненых и больных для оказания квалифицированной (терапевтическая, хирургическая) медицинской и первой врачебной помощи[18][19]. ОМО применяется для усиления штатных медицинских частей и подразделений боевых соединений и частей армии, для оперативной замены вышедшего из строя омедб дивизии или при его манёвре, в случаях возникновения массовых санитарных потерь[20][21].
  - ОМОСН — отдельный медицинский отряд специального назначения, отдельная воинская часть, медицинское формирование ВМФ СССР, для оказания медицинской помощи в очагах массовых санитарных потерь[22].
- ОСМП — отряд специализированной медицинской помощи — представляет формирование состоящее из групп медицинского состава, в основном, врачебных и врачебно-сестринских бригад с необходимым оснащением для специализации госпиталей общего профиля и усиления этапов медицинской эвакуации с целью оказания на них специализированной медицинской помощи[23]. Схожие по предназначению и называемые так же отряды есть и в структуре ГО ЧС[24].
- СЭО — санитарно-эпидемиологический отряд, медицинское формирование медицинской службы ВС СССР и России (воинская часть), для санитарно-гигиенического и противоэпидемического обеспечения войск[25][16]. СЭО в СССР существовали как в мирное (кадрированного и развёрнутого состава), так и в военное время в штате армии, командования видов и отдельных родов войск и центрального подчинения; в России СЭО переформированы (переименованы) в ЦГСЭН (Центр государственного санитарно-эпидемиологического надзора в виде ФГКУ) гарнизонного, окружного/флотского, центрального подчинения (в ходе реформы гарнизонные/армейские ЦГСЭН упразднены с формированием вместо них филиалов окружных ЦГСЭН) и входят в единую систему государственного санитарно-эпидемиологического надзора Российской Федерации[26][27][28][29][30][31][32].
- МОСН — медицинский отряд специального назначения, воинская часть военно-медицинской службы вооружённых сил в некоторых государствах, в том числе в России. В некоторых источниках встречается как омедо СпН — отдельный медицинский отряд специального назначения[33]. Оказывает квалифицированную и специализированную медицинскую помощь.
- ММОСН — мобильный медицинский отряд специального назначения, подразделение территориального центра медицины катастроф для медицинской помощи пострадавшим в чрезвычайной ситуации[34][35].

## Применение медицинских отрядов во время военных действий XX века

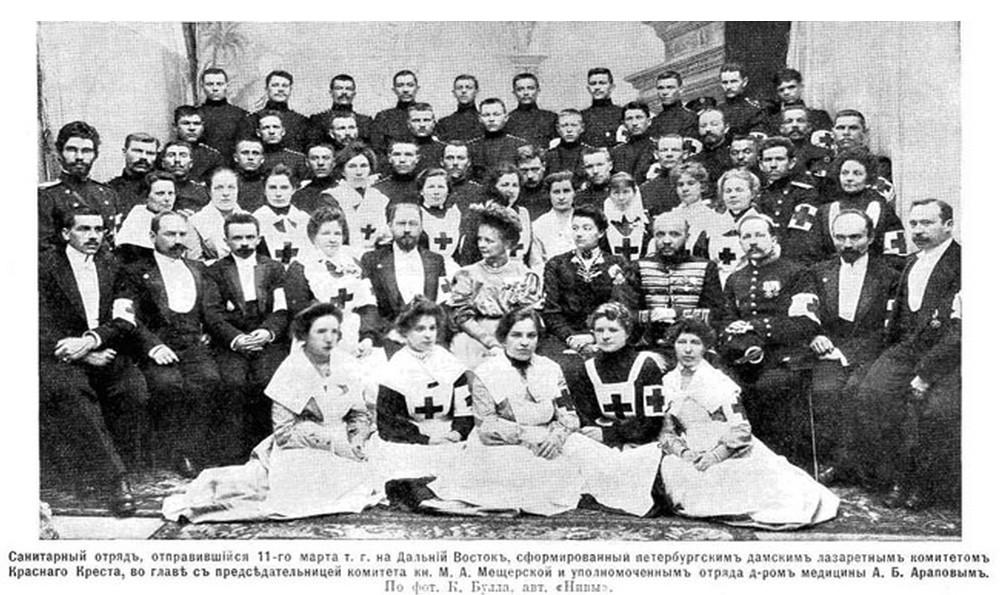
Санитарный отряд сформированный в Санкт-Петербурге 11 марта 1904 года Дамским лазаретным комитетом Красного креста, который был отправлен на Дальний Восток.
Фото К. К. Буллы в журнале «Нива».

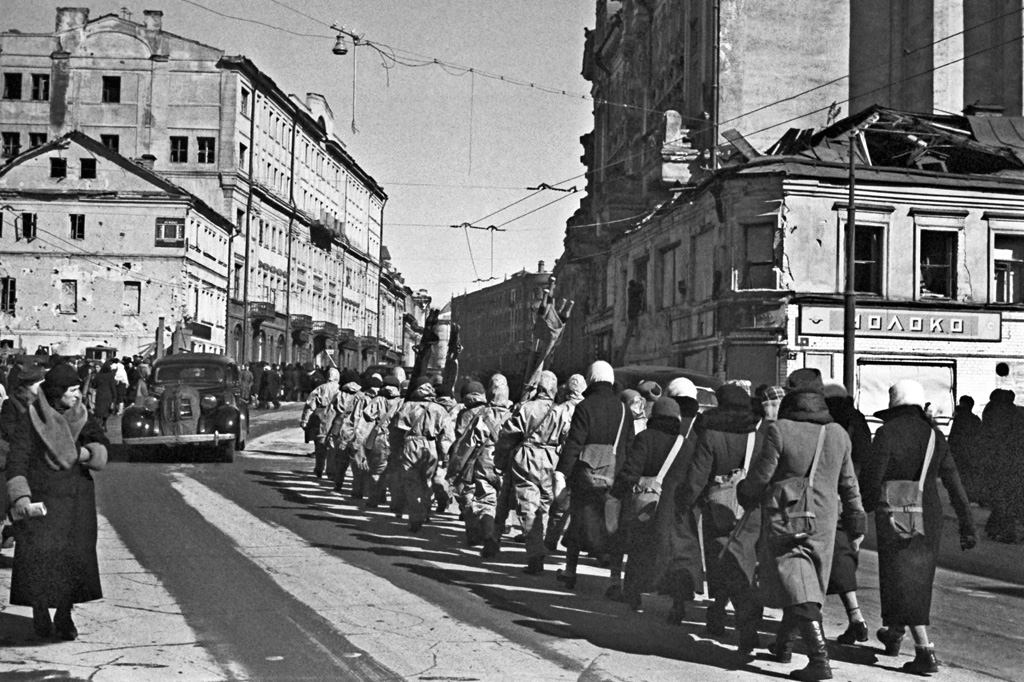
на улицах Москвы, улица Кирова (ныне Мясницкая улица), 20 ноября 1941 года.

### Русско-японская война
В военной истории появление первых медицинских отрядов отмечено в Русско-японскую войну. К примеру, в ряды Русской армии, сражавшейся на Дальнем Востоке, 11 марта 1904 года был отправлен санитарный отряд, сформированный Дамским лазаретным комитетом Красного креста в Санкт-Петербурге. В данном случае медицинский отряд был сформирован на базе сугубо гражданского медицинского учреждения, но создан был для медицинского обеспечения действующей армии.
Также в ходе Русско-японской войны из-за высокого уровня различных эпидемий командование Русской армии вынуждено было сформировать дезинфекционные и санитарно-гигиенические отряды, задачей которых была профилактика эпидемий среди военнослужащих. Дезинфекционные отряды, помимо обработки мест пребывания войск, также занимались дезинфекцией полей сражений.
По существу дезинфекционные и санитарно-гигиенические отряды также являлись подвижными медицинскими учреждениями, персонал которых составляли медицинские работники.
В японской армии во время войны также действовали военно-санитарные отряды.
Кроме того, в период с 8 мая 1904 года до 10 ноября 1905 года в Маньчжурии действовал болгарский санитарно-медицинский отряд.

### Гражданская война
В ходе Гражданской войны в России Красная Армия также столкнулась с острой проблемой эпидемий среди военнослужащих и медицинского обеспечения войск. В срочном порядке в составах дивизий РККА были развёрнуты такие типы формирований, как санитарно-гигиенический и эпидемический отряд (с бактериологической лабораторией и лазаретом на 50 коек) и дезинфекционный отряд.
К окончанию Гражданской войны они были объединены в санитарно-эпидемический отряд. Данное формирование на тот исторический период являлось прообразом медико-санитарного батальона, которые позже появились в дивизиях ВС СССР.
После Гражданской войны санитарно-эпидемические отряды были переформированы в дивизионные медицинские пункты.

### Великая Отечественная война
С началом Великой Отечественной войны дивизионные медицинские пункты, оказывавшие первую медицинскую помощь раненым и заболевшим военнослужащим, были переформированы в медико-санитарные батальоны.
Ввиду резкого увеличения числа больных сыпным, брюшным и возвратным тифом, а также дизентерией осенью и зимой 1941—1942 годов, 2 февраля 1942 года Государственный комитет обороны своим приказом дал начало формированию в ряде армий прачечно-банных отрядов и прачечно-дезинфекционных отрядов. Также в 1942—1943 годах на некоторых фронтах были военно-санитарно-противоэпидемические отряды и противомалярийные отряды, которые занимались профилактикой эпидемий.

### Афганская война
Характерным в истории медицинских отрядов является период Афганской войны. В жарком климате Афганистана уровень распространения различных эпидемий чрезвычайно высок.
Ситуацию осложняло снабжение войск и возможности медицинского обеспечения. Большинство формирований было рассредоточено на сторожевое охранение по сторожевым заставам, на которых возникали сложности с обеспечением должного уровня бытовых условий, выполнением санитарно-гигиенических норм и обеспечением потребной питьевой водой. В результате на всём протяжении Афганской войны более 25 % личного состава 40-й Армии не было боеспособно по причине инфекционных заболеваний. Ярким примером массовой эпидемии в среде военнослужащих, явились события в октябре-декабре 1981 года, когда более 3000 военнослужащих из личного состава 5-й гвардейской мотострелковой дивизии заболело вирусными гепатитами А и Е. В число заболевших вошли командир дивизии, 2 командира полков из 4 и большая часть офицеров управления дивизии. Фактически на указанный период 5-я гв. мсд потеряла боеспособность.
В сложившейся ситуации руководство ВС СССР вынуждено было сформировать в составе ОКСВА несколько СЭО с целью противодействия распространению инфекций. Были сформированы:
- 182-й санитарно-эпидемиологический отряд (в/ч 38033) с дислокацией в г. Герат;
- 213-й санитарно-эпидемиологический отряд (в/ч 41419), г. Кабул;
- 279-й санитарно-эпидемиологический отряд (в/ч 45491), г. Кундуз. До 01.07.1984 г. — 279-й противочумный отряд;
- 299-й ветеринарно-эпизоотический отряд (в/ч 13467), г. Шинданд.

## Современный этап
На данном историческом этапе во многих государствах бывшего СССР были созданы так называемые Медицинские отряды специального назначения (МОСН) и отдельные медицинские отряды (омо).
Подобные формирования созданы в России, Казахстане, Украине, Белоруссии.
Также во многих государствах бывшего СССР сохранились такие типы формирований медицинской службы, как санитарно-эпидемиологический отряд (сэо). Подобные формирования имеются в России, Казахстане, Украине, Кыргызстане.

### Задачи медицинского отряда специального назначения
Медицинский отряд специального назначения (МОСН) — формирование (воинская часть) предназначенное для выполнения задач по оказанию первой врачебной, квалифицированной и элементов специализированной медицинской помощи, временной госпитализации, подготовки к эвакуации в лечебные учреждения для дальнейшего лечения и реабилитации пострадавших и больных вблизи очагов массовых санитарных потерь в любых условиях мирного и военного времени: в зонах ведения боевых действий, ликвидации последствий стихийных бедствий, аварий и катастроф.
В сущности, спектр задач, решаемых МОСН, в сравнении с задачами, решаемыми омо советского периода, нисколько не изменился.
По организационно-штатной структуре ныне существующие омо и МОСН фактически повторяют структуру медико-санитарного батальона в ВС СССР и в ВС РФ (официально принятые сокращения в рабочей документации медб или отдельного медицинского батальона — омедб).
В большинстве случаев омо и МОСН были сформированы на базе бывших отдельных медицинских батальонов в составе дивизий, с сохранением номера войсковой части. К примеру, 39-й отдельный медицинский отряд (аэромобильный) (в/ч 52296) был создан на основе 234-го отдельного медицинского батальона 106-й гв. вдд.

### Медицинские отряды специального назначения в России
Медицинские отряды специального назначения (МОСН, омедо СпН) в Вооружённых Силах Российской Федерации (СССР) были созданы в 1989 году. По состоянию на 2008 год было создано 7 МОСНов, из них 6 — постоянной боевой готовности (по 1 в каждом военном округе, в частности 183-й МОСН ПУрВО) и 220-й МОСН центрального подчинения. Оснащение МОСНов производится модульными системами и подвижными медицинскими комплексами, что повышает их мобильность, сокращает сроки развертывания, устраняет ряд технических проблем при применении по предназначению.
Используются МОСНы как мобильные медицинские учреждения как на территории России, так и за её пределами, как при боевых конфликтах, так и при всякого рода катаклизмах техногенного и природного характера. Например, 183-й МОСН оказывал медицинскую помощь в Индонезии после последствий цунами 2004 года, при наводнений на Дальнем Востоке 2013 года, во время чеченских войн, грузино-абхазского конфликта 2008 года, при проведении военной операции в Сирии 2015—2017 годов. Медицинские отряды оказывают помощь мирному населению Сирии с начала Военной операции России в Сирии с 30 сентября 2015 года.
Так, во время Чеченского конфликта в 1994—1996 гг. для оказания медицинской помощи, кроме штатных омедб и других медицинских воинских частей и подразделений участвующих соединений и частей, привлекались: 696 МОСН, 660 МОСН, 539 МОСН, 532 МОСН, 529 МОСН. Для эвакуации раненных выделялось дополнительно 6 санитарных вертолётов Ми-8, 2 санитарных самолета Ан-72, и 1 Ил-76 «Скальпель». Для проведения противоэпидемических мероприятий привлекались 89 СЭО, 109 СЭО, 112 СЭО. Во время Чеченского конфликта в 1999—2002 гг. для медицинского обеспечения привлекались кроме штатных медицинских подразделений частей: 529-й МОСН СКВО, 323-й МОСН УрВО, 660-й МОСН ЛенВО, 66-й МОСН ПриВО. 529-й омедо СпН СКВО был в августе 2008 г. развернут в Цхинвале.
При необходимости, объём медицинской помощи в МОСН может быть увеличен путём увеличения количества функциональных подразделений и усиления медицинским персоналом из других частей и учреждений, в частности таким образом разворачиваются педиатрические отделения.

### Вооружённые силы Республики Беларусь
- МОСН (г. Минск) — при 432-м ордена Красной Звезды Главном военном клиническом госпитале ВС РБ

### Вооружённые силы Украины
- 699-й МОСН (г. Киев) — при 408 ОВГ

### Вооружённые силы Казахстана
- 263-й отдельный медицинский отряд (г. Капшагай)[65]